# Bataille d'Héricourt (1871)
Pour les articles homonymes, voir Bataille d'Héricourt.
 (octobre 2014).
Si vous disposez d'ouvrages ou d'articles de référence ou si vous connaissez des sites web de qualité traitant du thème abordé ici, merci de compléter l'article en donnant les références utiles à sa vérifiabilité et en les liant à la section « Notes et références ».
Guerre franco-prussienne
Batailles
- Chronologie de la guerre franco-prussienne de 1870
- Sarrebruck (08-1870)
- Wissembourg (08-1870)
- Forbach-Spicheren (08-1870)
- Wœrth (08-1870)
- Bitche (08-1870)
- Phalsbourg (08-1870)
- Borny-Colombey (08-1870)
- Strasbourg (08-1870)
- Mars-la-Tour (08-1870)
- Toul (08-1870)
- Gravelotte (08-1870)
- Metz (08-1870)
- Nouart (08-1870)
- Beaumont (08-1870)
- Noisseville (08-1870)
- Sedan (08-1870)
- Montmédy (09-1870)
- Soissons (09-1870)
- Siège de Paris et chronologie du siège (09-1870)
- Nompatelize (10-1870)
- Bellevue (10-1870)
- Châtillon (10-1870
- Châteaudun (10-1870)
- Buzenval (10-1870)
- Bourget (10-1870)
- Dijon (10-1870)
- Belfort (11-1870)
- La Fère (11-1870)
- Langres (11-1870)
- Bouvet et Meteor (navale) (11-1870)
- Coulmiers (11-1870)
- Thionville (11-1870)
- Châtillon-sur-Seine (11-1870)
- Villers-Bretonneux (11-1870)
- Beaune-la-Rolande (11-1870)
- Champigny (11-1870)
- Orléans (12-1870)
- Loigny (12-1870)
- Châteauneuf (12-1870)
- Beaugency (12-1870)
- Longeau (12-1870)
- l’Hallue (12-1870)
- Siège de Péronne (1871)
- Bapaume (01-1871)
- Villersexel (01-1871)
- Le Mans (01-1871)
- Héricourt (01-1871)
- Saint-Quentin (01-1871)
- Buzenval (01-1871)

La bataille d'Héricourt est également appelée dans certains ouvrages la bataille de la Lizaine. Elle est un épisode de la guerre franco-prussienne de 1870.

## Rappel du contexte historique
Sous le Second Empire, Napoléon III déclare la guerre à la Prusse. L'Armée française, mal préparée et mal commandée, subit une série de revers et de défaites sur son territoire… l'Empereur se rend aux Allemands.
Un gouvernement provisoire s'instaure, et décide de poursuivre la guerre sous l'impulsion de Gambetta. L'armée impériale est pratiquement décimée, mais la réserve constituée par les « Mobiles » est considérable. C'est avec cette ultime ressource que les combats se poursuivent ; Paris est encerclé. Dès l'automne 1870, les Prussiens tiennent une grande partie du territoire français. Dans l'Est de la France, l'Alsace, la Franche-Comté, une partie de la Bourgogne sont occupées. Le colonel Denfert-Rochereau s'est enfermé avec ses troupes dans la citadelle de Belfort (dernier siège de Belfort).

## La bataille d'Héricourt

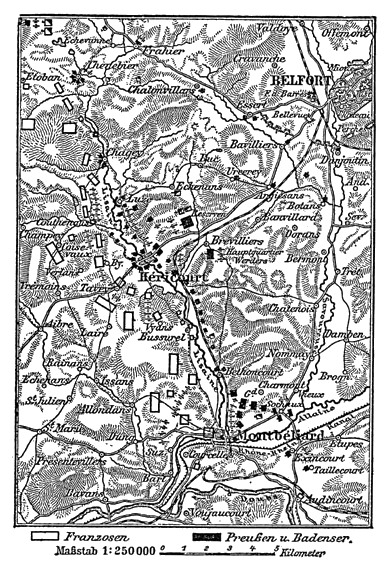
Positions lors de la bataille d'Héricourt : en blanc les positions françaises et en noir les positions prussiennes.

En décembre 1870, le gouvernement constitue, sous l'autorité du général Charles-Denis Bourbaki, une nouvelle armée, l'armée de l'Est. Elle est créée à Bourges à partir d'unités de l'armée de la Loire et reçoit quelques renforts durant son parcours en direction de l'est (Chalon-sur-Saône, Besançon). Elle a pour objectif de couper les arrières et les lignes de communication des Prussiens, et au passage de délivrer Belfort, où le colonel Denfert-Rochereau et ses troupes se sont enfermés dans la citadelle… Après avoir débarqué le gros de l'armée dans la petite gare de Clerval (petite ville à l'est nord-est de Besançon), le général Bourbaki engage sa campagne à l'est. Première étape : s'emparer de Villersexel (Haute-Saône)…
Le 8 janvier 1871, la bataille de Villersexel est engagée. Le lendemain, elle connaît son apogée par une victoire des troupes françaises. Sous le commandement de l'intuitif général von Werder, les Prussiens se retirent de Villersexel (car pour Werder, cette ville n'a rien de stratégique), et migrent en direction de Montbéliard. Les Prussiens s'installent alors sur une ligne géographique qui suit un petit cours d'eau : la Lizaine. Au sud, Montbéliard et Héricourt, au nord, Frahier. Les troupes prussiennes rejoignent ainsi les contingents qui occupent déjà tout le pays. De Werder suppute (à raison) le plan de Bourbaki qui est de se diriger sur Belfort afin de reprendre la ville et délivrer la garnison française…
Mais enlisée à Villersexel dans des problèmes de ravitaillement de toutes sortes, l'armée de l'Est est incapable de poursuivre rapidement son adversaire. Mettant ainsi à profit cette inaction, les troupes prussiennes prennent pied sur la rive gauche de la Lizaine (ou Luzine). Cette rivière, bien que peu importante, forme un obstacle naturel. De plus, le remblai de la ligne de chemin de fer qui suit la Lizaine (de Montbéliard à Héricourt) offre un abri inopiné pour les Prussiens. Les Prussiens profitent de deux jours de répit (10 et 12 janvier) pour placer des soldats tout le long de la Lizaine. Des bouches à feu sont installées sur les hauteurs : à Châlonvillars (pour défendre Chenebier et Frahier), au Mont-Vaudois (pour tenir Héricourt) et, à Montbéliard (aux mains des Prussiens depuis novembre 1870), au niveau des Grands-Bois et sur ce qu’on appellera plus tard les Batteries du Parc. Les soldats allemands profitent de la valeur défensive de la Lizaine dont la largeur oscille entre 6 et 8 mètres et la profondeur est de près d’un mètre. Ils font sauter la plupart des ponts, bourrent d’explosifs les autres, aménagent les routes pour faire passer le ravitaillement… Les Français, de leur côté, sont sur un terrain boisé difficile. Ainsi donc, de Montbéliard à Frahier, une ligne de front d'environ 20 km est puissamment défendue.
Le 14 janvier, les premiers contingents français parviennent dans la région d'Arcey (10 km au nord-ouest de Montbéliard). Après quelques escarmouches avec des postes avancés prussiens, l'armée de l'Est parvient sur les hauteurs de Montbéliard. Le plan de Bourbaki consiste en une attaque frontale déployée sur 19 km…
Composée de 140 000 hommes, l'armée française est hétéroclite et improvisée. Celle de l'ennemi est composée d'environ 52 000 hommes. Le climat en ce début de bataille est extrêmement rigoureux. Il neige, et il a neigé abondamment durant les jours précédents ; la température nocturne atteint −20 °C. Alors que les Prussiens ont trouvé des abris par réquisitions, les troupes françaises bivouaquent dans les bois et dans les chemins creux. En dépit des actes de bravoure accomplis dans la région de Villersexel, c'est une armée épuisée et mal équipée qui arrive pour combattre sur le front de la Lizaine (on manque, par exemple, totalement de fers à glace  pour les chevaux). Les premiers combats s'engagent devant les villes d'Héricourt et de Montbéliard. Les troupes pénètrent dans la ville et attaquent le château pour y déloger les Prussiens qui tirent à l'arme lourde. Le petit village de Bethoncourt, au nord-est de Montbéliard, connait un douloureux combat durant lequel succombent des bataillons de Savoyards et de zouaves. Mais les luttes les plus sanglantes se déroulent devant Héricourt et Chagey. Pendant trois jours, les combats sur la ligne de la Lizaine connaissent des affrontements acharnés.

Diverses représentations de la bataille.
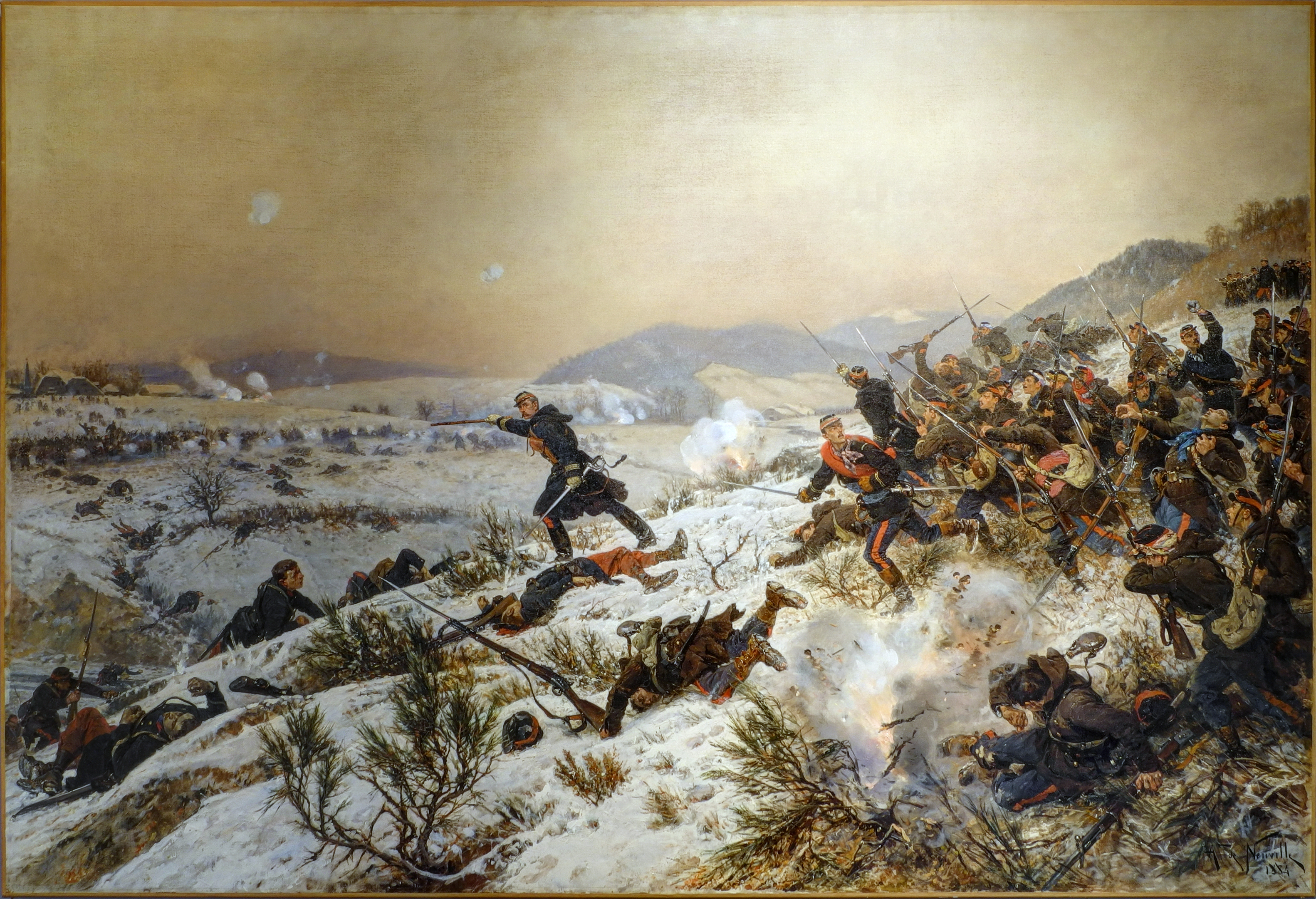
Le combat de Chenebier, côté français.
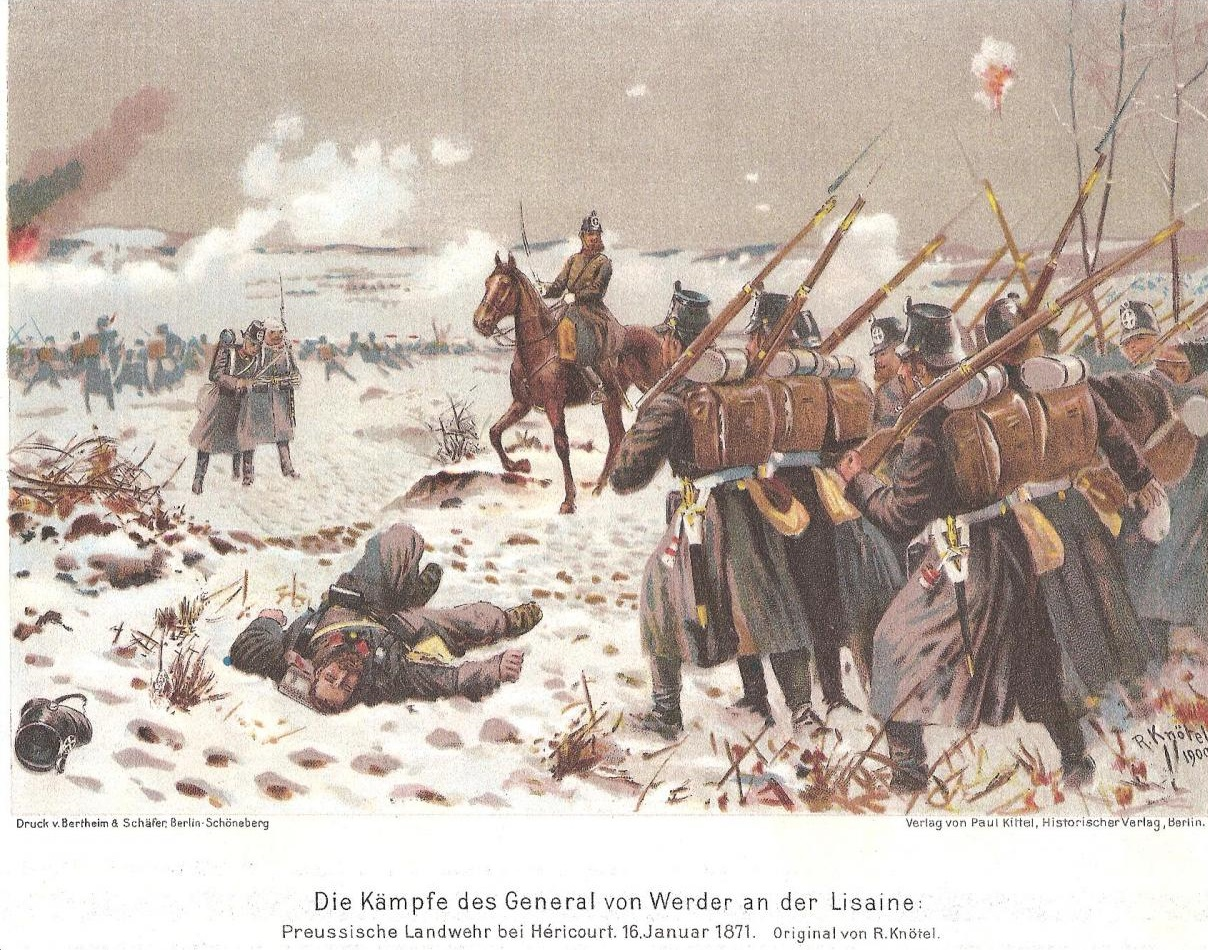
Le combat d'Héricourt, côté prussien.
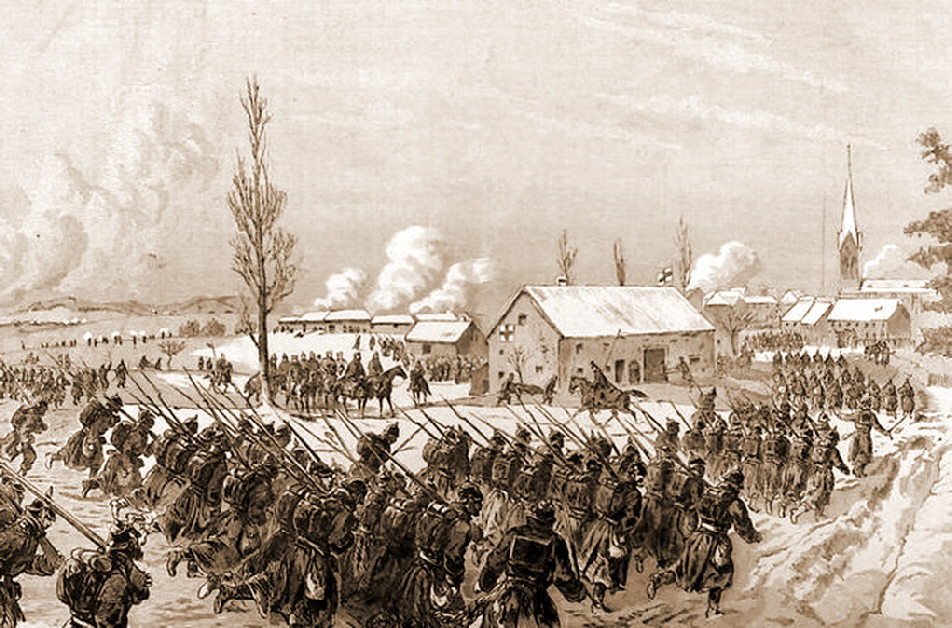
Les soldats prussiens à Frahier.
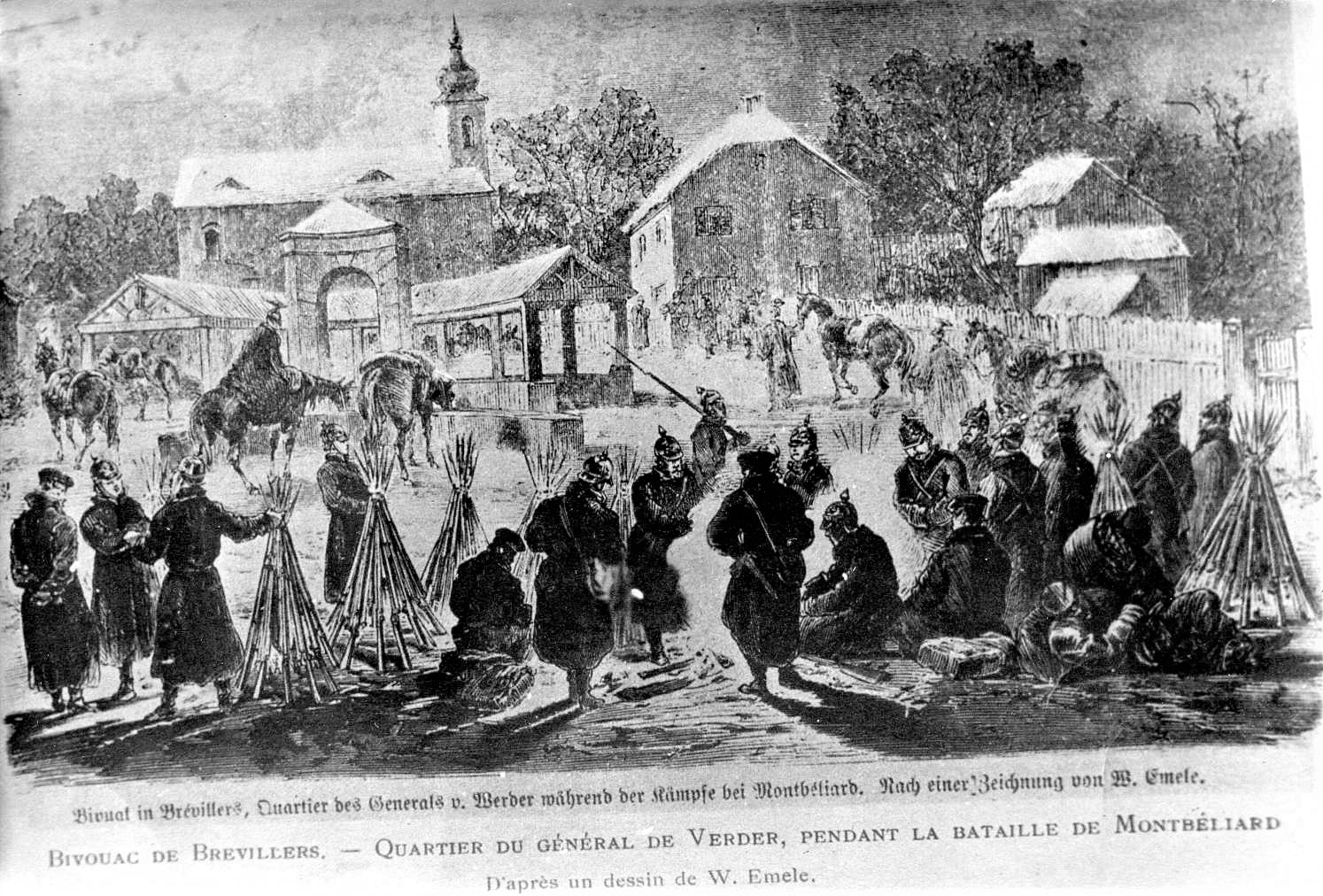
Le bivouac de Brevilliers, camp du général August von Werder.

## Épilogue

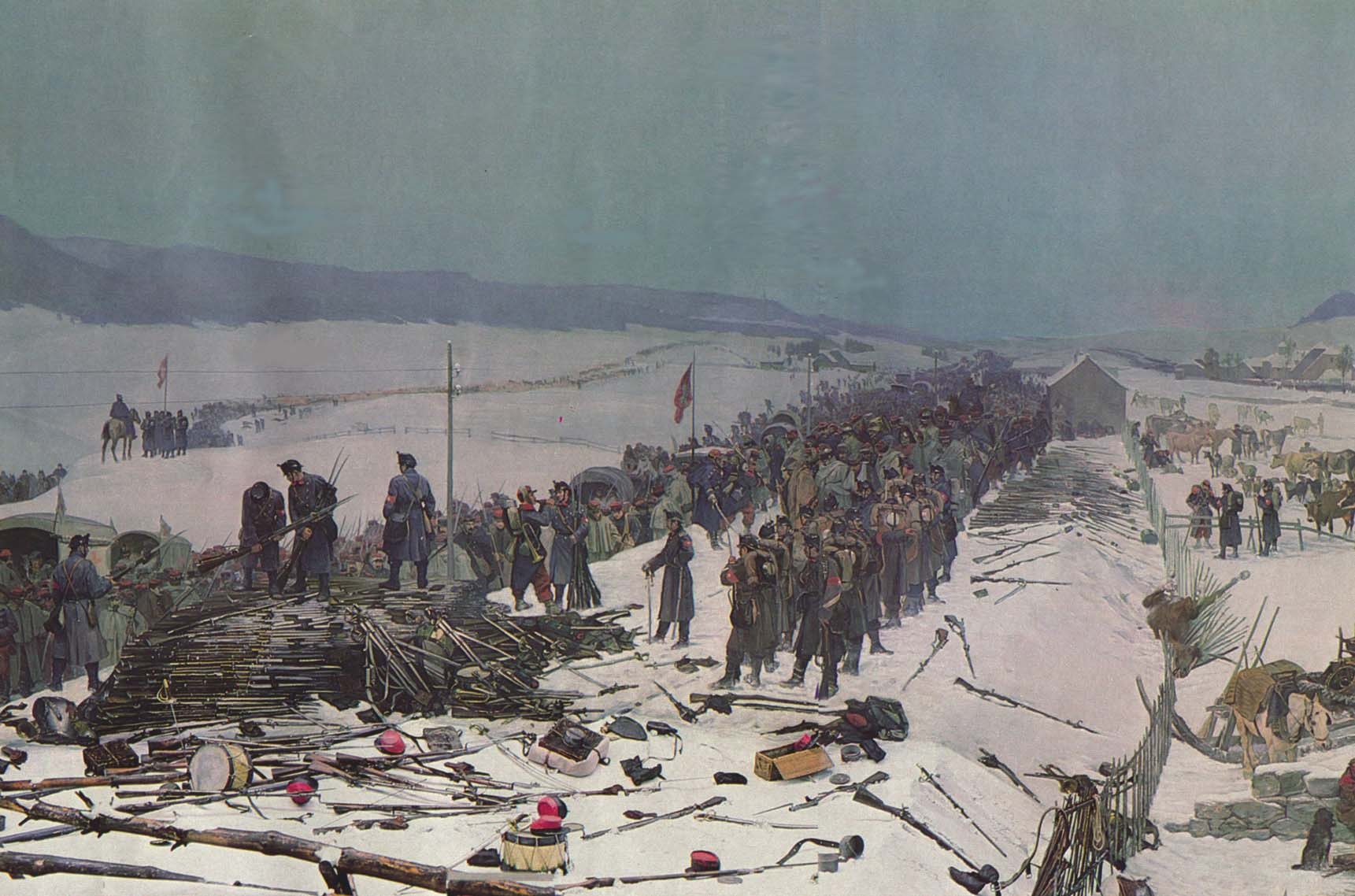
Dépôt des armes et internement en Suisse en février 1871.

Le 18 janvier 1871, aucune percée décisive n'ayant été marquée, le général Bourbaki décide de suspendre les combats et d'opérer la retraite de ses troupes en direction du sud, vers Besançon. La libération de Belfort a donc échoué. Entre-temps, les Allemands ont transféré deux corps d'armée qui, avec celui de Werder, constituent l'armée du Sud. Menacée d'encerclement, l'armée de l'Est est contrainte de dévier sa marche en direction de Pontarlier. Cette retraite sur le plateau du Haut-Doubs, dans le froid sévère et la neige, est comparable au tableau Le Radeau de La Méduse. Les soldats, affamés, épuisés et décimés par le froid, ne sont plus que l'ombre d'eux-mêmes. Acculée à la frontière suisse, l'armée de l'Est est prise au piège. Bourbaki tente alors de se suicider. Il laisse le commandement de l'armée au général Clinchant, son principal adjoint. Ce dernier négocie l'internement de l'armée en Suisse par la Convention des Verrières, après son désarmement au passage de la frontière. À partir du 1er février, 87 000 hommes commencent à passer la frontière, principalement aux Verrières-de-Joux (petit village au sud-ouest de Pontarlier). 12 000 malades ou blessés sont soignés pendant deux mois avant leur retour progressif en France du 13 mars à juin 1871. 11 800 chevaux, 285 canons, 64 000 fusils, 60 000 sabres… sont vendus et douze millions de francs sont versés à la Suisse à titre de dédommagement. L’armée de l’Est s’est évaporée. Auparavant, Belfort sous le commandement du colonel Denfert-Rochereau, aura résisté héroïquement aux assauts des Prussiens depuis le 14 novembre 1870 jusqu’à la signature de l’armistice le 28 janvier 1871. L'Alsace-Lorraine — territoire qui correspond à une partie de la Lorraine et à l'essentiel de l'Alsace — tombe aux mains des Prussiens. Concernant l'Alsace, seule une petite fraction — Belfort et les communes environnantes — reste française. En 1922, après le retour de l'Alsace-Lorraine à la France à la suite de la Grande Guerre et du traité de Versailles, ces communes sont constituées en un nouveau département, le Territoire de Belfort.

## Hommages
Le Panorama Bourbaki, une peinture monumentale réalisée par une équipe de peintres dirigée par Édouard Castres, relate les différents passages de cette bataille et du repli de l'armée de l'est vers la Suisse. Cette peinture est conservée à Lucerne en Suisse.
Dans le cimetière de la ville d'Héricourt se trouve un monument aux morts de la guerre de 1870 et un second dédié exclusivement à la bataille de la Lizaine.
Un autre monument se trouve sur la commune voisine de Vyans-le-Val.
Un troisième se trouve à hauteur du 3 boulevard Frédéric-Ferrand à Montbéliard.
Un monument aux morts français et allemands de la bataille de la Lizaine est également élevé par l'État dans la commune de Chenebier, avec le concours de la commune et de la société du Souvenir Français.

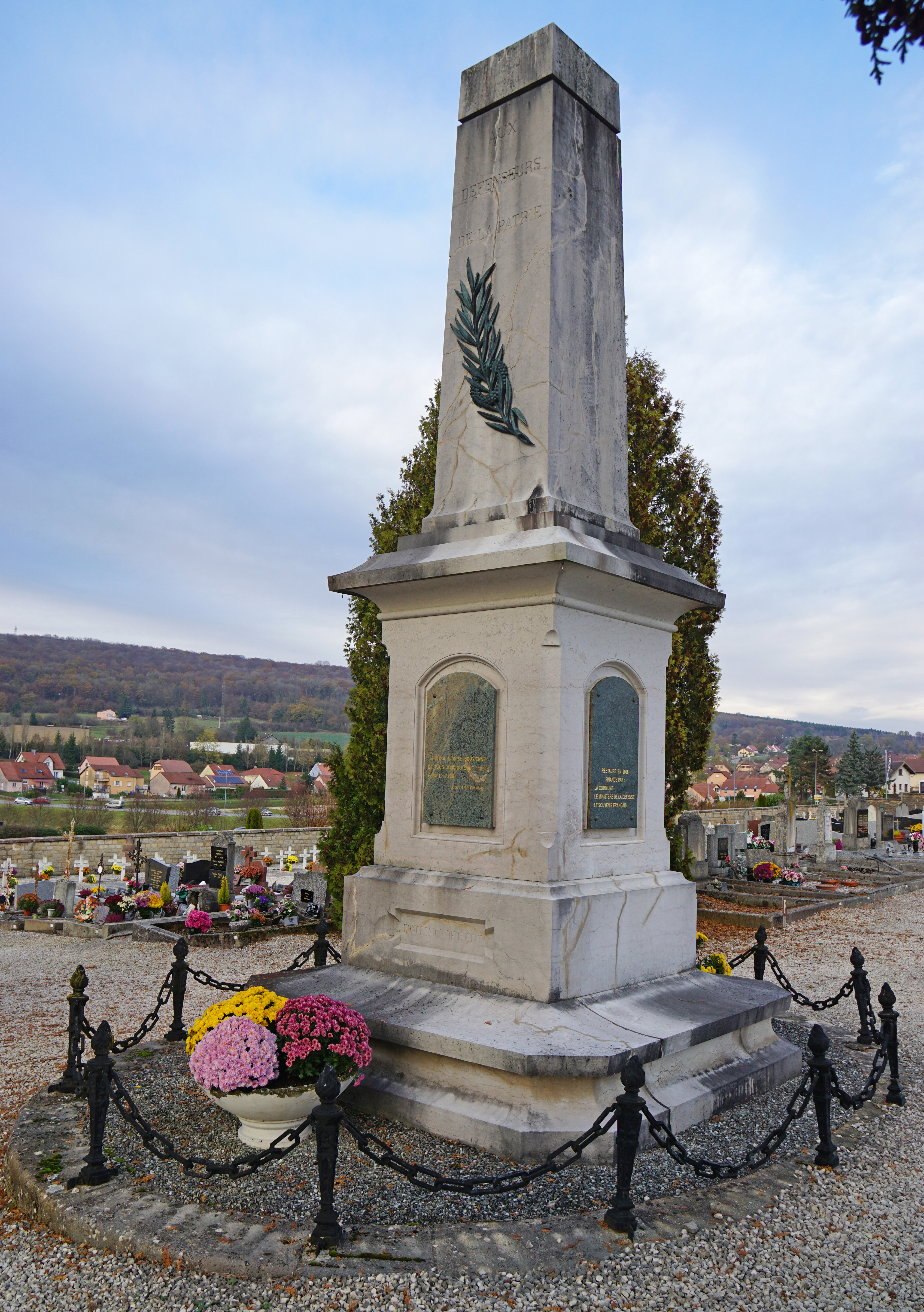
Monument de la guerre de 1870 au cimetière d'Héricourt.
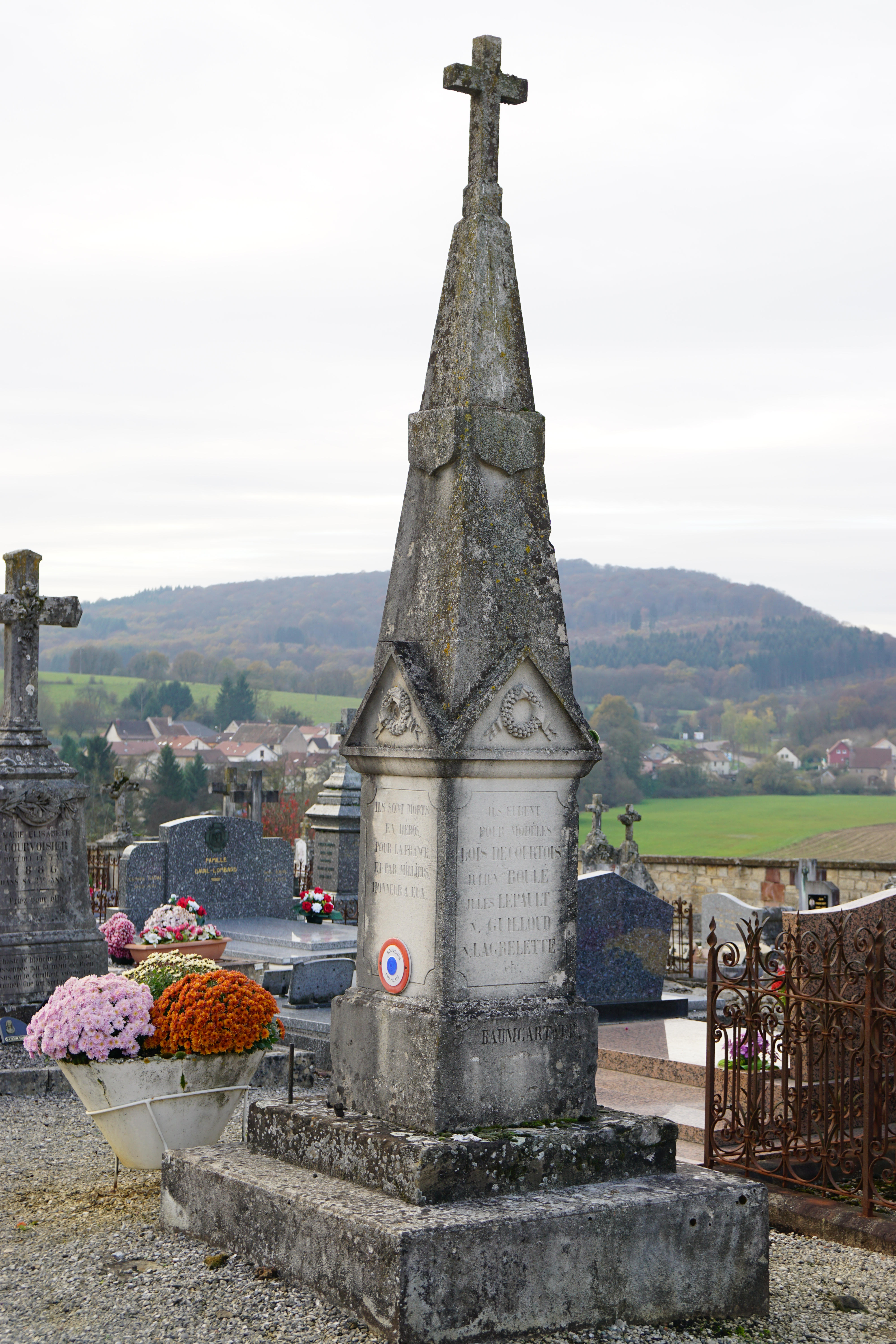
Monument de la bataille, au cimetière d'Héricourt.
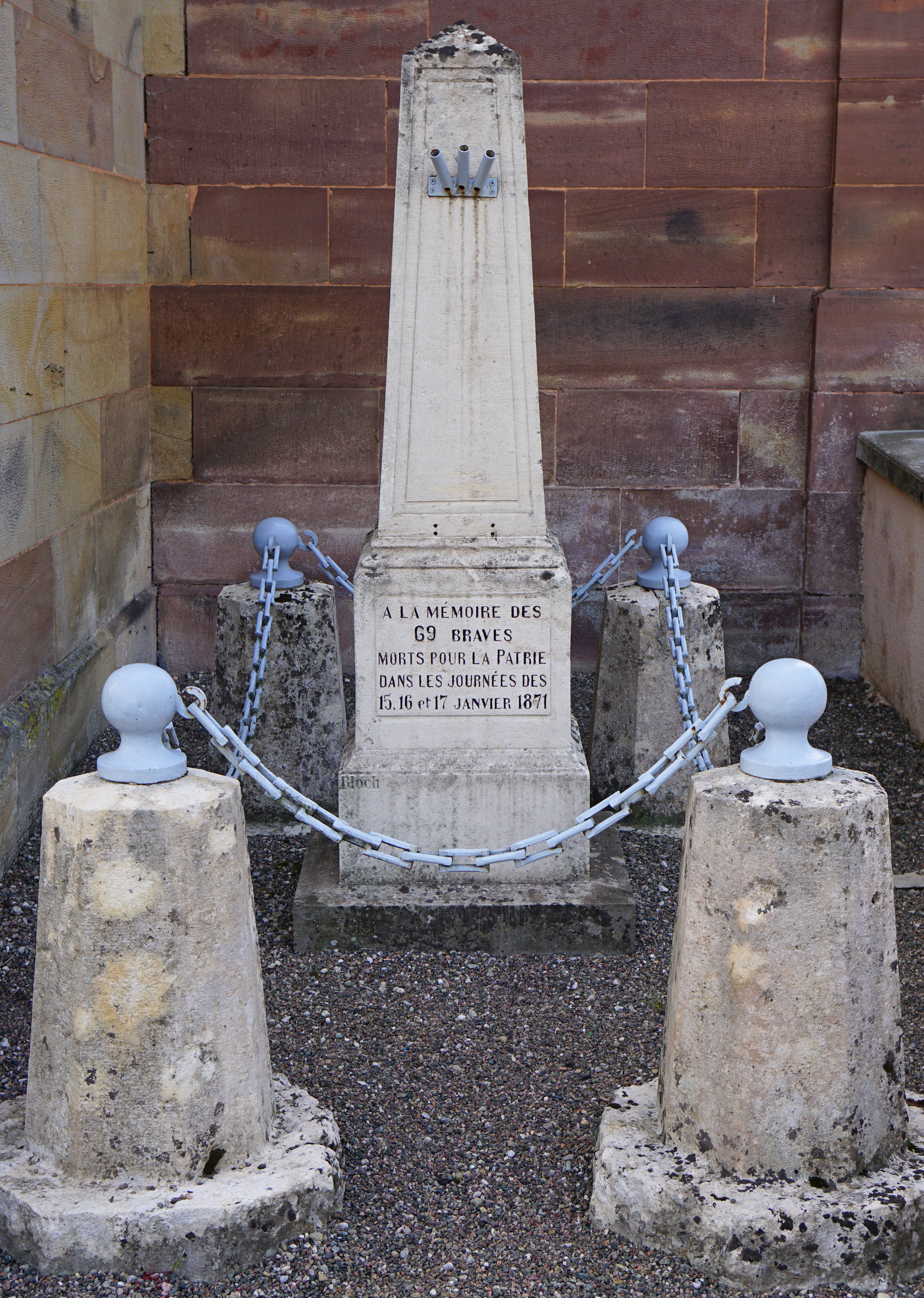
Monument de Vyans-le-Val.
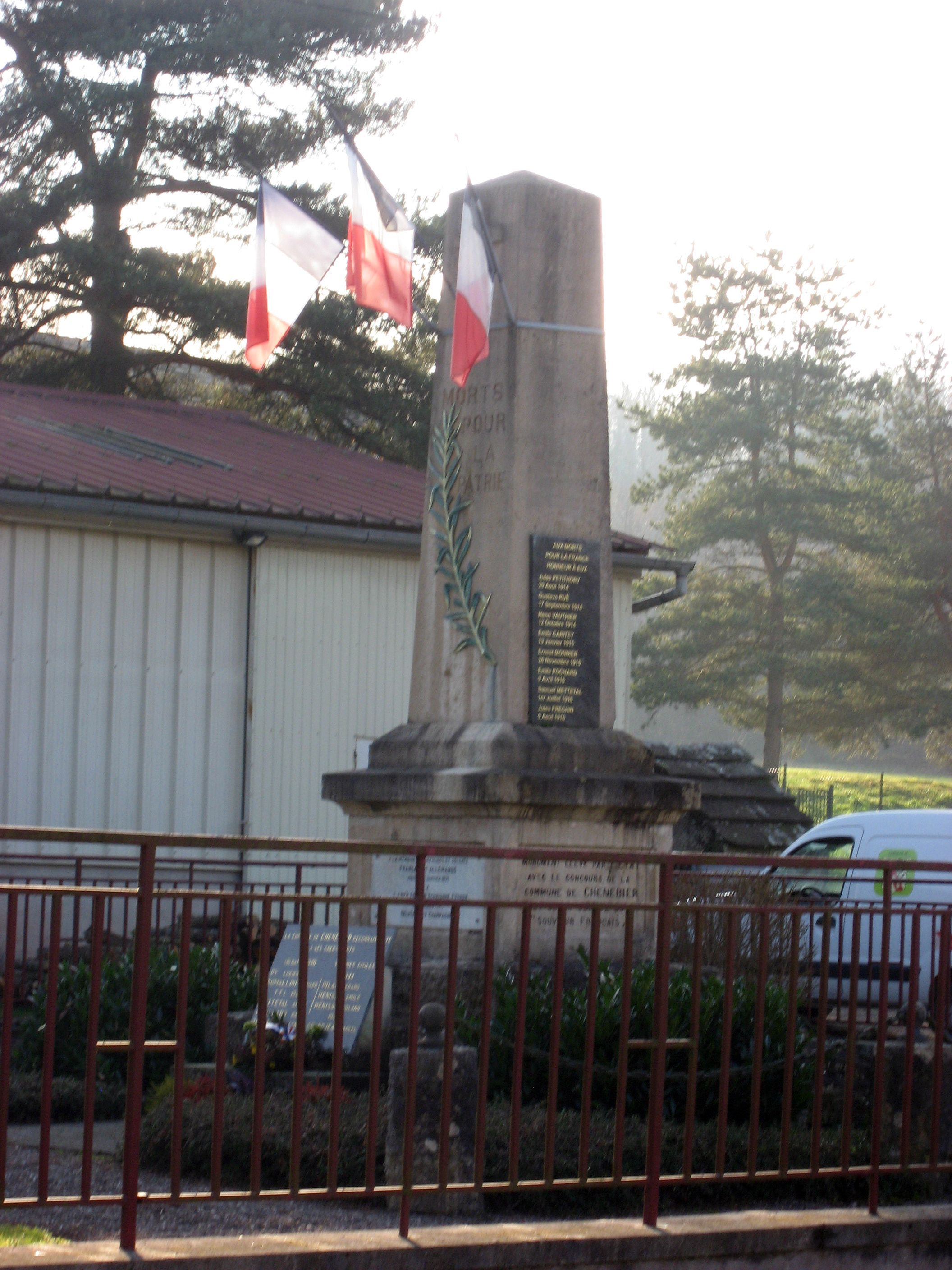
Monument de Chenebier.
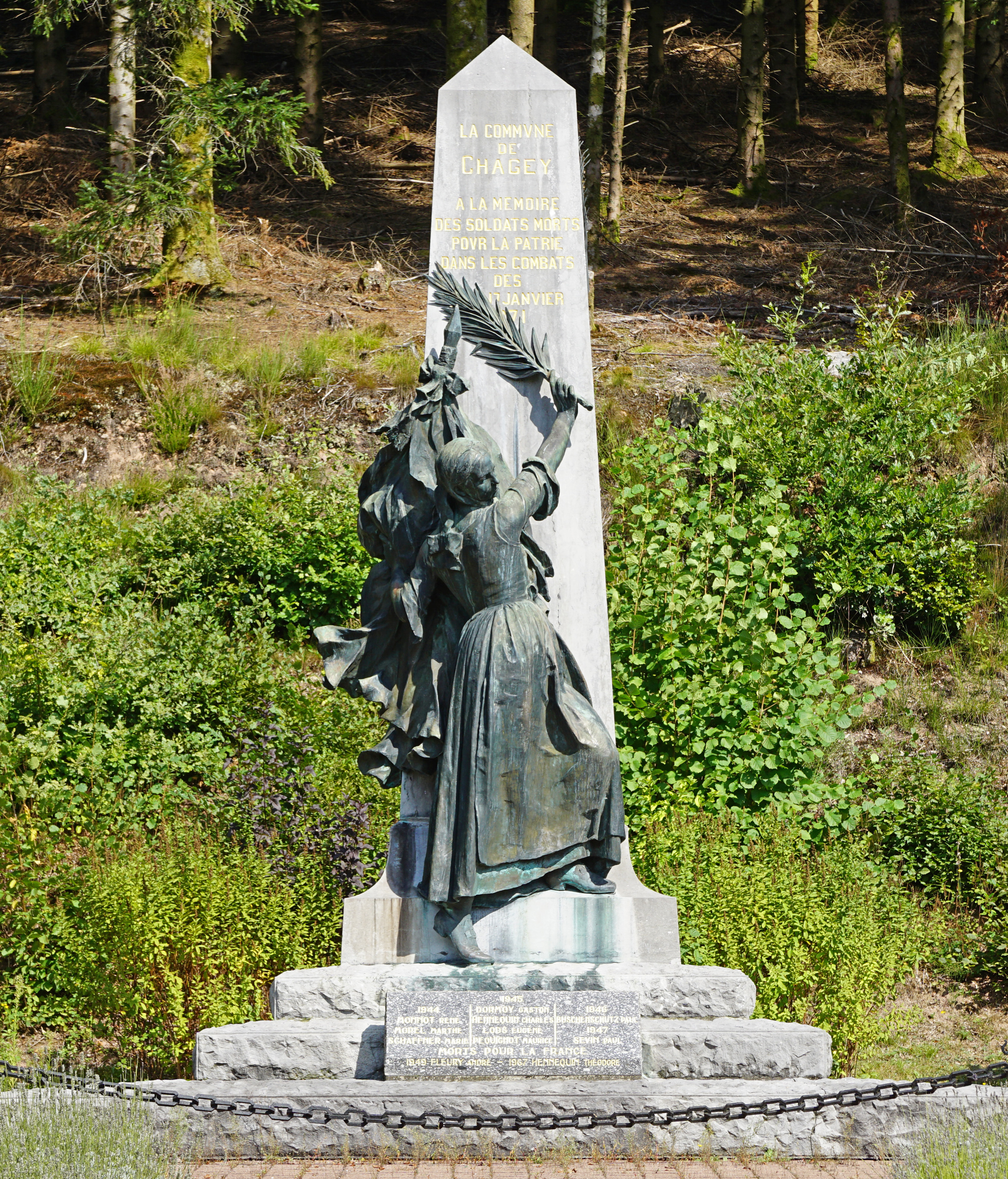
Monument de Chagey.